# Tunnel Iwate-ichinohe
Le tunnel Iwate-Ichinohe (岩手一戸トンネル, Iwate-Ichinohe Ton’neru) est un tunnel ferroviaire de 25,81 km de long situé au nord de la ligne Shinkansen Tōhoku au Japon. Il se trouve à 545 km de la gare de Tokyo, entre les gares d'Iwate-Numakunai et Ninohe dans la préfecture d'Iwate. Sa profondeur maximale est de 200 m.
Lors de son ouverture en 2002, il était le plus long tunnel terrestre au monde, dépassé depuis juin 2007 par le tunnel de base du Lötschberg.